# Vladimir Netto
Vladimir de Almeida Leitão Netto (Caratinga, 3 de agosto de 1973) é um jornalista brasileiro.

## Biografia
Vladimir é filho dos jornalistas Marcelo Netto e Miriam Leitão, irmão do também jornalista Matheus Leitão. Vladimir nasceu em Caratinga, Minas Gerais. Formado em jornalismo pela Universidade Federal do Rio de Janeiro (UFRJ), passou pelas redações de Jornal do Brasil, Veja e O Globo.
Em 2009, conseguiu um furo de reportagem sobre o esquema chamado Mensalão do DEM, onde vídeos do então governador José Roberto Arruda mostraram ele recebendo maços de dinheiro em seu gabinete.
Ganhou notoriedade ao escrever e publicar em 21 de junho de 2016 um livro sobre o juiz federal Sergio Moro e pela cobertura à Operação Lava Jato. A obra de Netto tornou-se a mais popular dentre as que foram lançadas a respeito do juiz e em agosto de 2016 foi o livro mais vendido na categoria não ficção, posto que pertencia ao Padre Marcelo Rossi desde janeiro. Vladmir é repórter da Rede Globo e vice-presidente da Associação Brasileira de Jornalismo Investigativo (Abraji).
No mesmo mês, o cineasta José Padilha comprou os direitos da obra de Vladimir, sendo que o conteúdo foi usado no roteiro da série "O Mecanismo" da Netflix. Tal seriado apresenta o escândalo de corrupção na Petrobras, estreando em 2018.
Atualmente mora em Brasília com a esposa e também jornalista, Giselly Siqueira, e as duas filhas, Manuela e Isabel.

## Controvérsias
Vladimir é citado no livro Vaza Jato (lançado pela Intercept Brasil com base em material recebido de fonte anônima contendo conversas trocadas pelos procuradores e juízes envolvidos na Operação Lava Jato no aplicativo Telegram), a citação revela que Deltan Dallagnol se consultou com Vladimir sobre pedindo uma orientação sobre uma nota que seria divulgada pelos procuradores da operação Lava Jato. Por ajudar uma fonte, o livro aponta desvio de conduta do jornalista além de demonstrar como os procuradores agiam para dar publicidade às ações vazando informações para a imprensa. O diálogo faz parte do material apreendido pela Polícia Federal no curso da chamada operação "spoofing". O jornalista nega a autenticidade das conversas apreendidas . 
Em março de 2020, o Supremo tribunal federal (STF) julgou a suspeição do então juiz da Lava-Jato, Sérgio Moro nos processos que envolviam o ex-presidente Luiz Inácio Lula da Silva (PT). Ao votar pela suspeição de Moro no caso, o ministro Gilmar Mendes citou uma conversa de Vladimir com Deltan Dallagnol para evidenciar o que Gilmar chamou de "um consórcio com a mídia, um tipo de assessoria de imprensa fornecida pela mídia em relação à força tarefa."

## Premiações
- Embrapa de Reportagem, em 2008;[3]
- Rede Globo de Jornalismo, em 2009;[3]
- Rede Globo de Grande Furo de Reportagem, em 2012;[3]
- Jornalistas & Cia/HSBC de Imprensa e Sustentabilidade, em 2013;[3]
- Furo de Reportagem, no Jornal Nacional, em 2013;[3]
- Melhor Reportagem no Bom Dia Brasil, em 2014;[3]
- Prêmio de Melhor Reportagem do Jornal Hoje, 2015, por ter revelado documentos de contas no exterior atribuídas a Eduardo Cunha e, em equipe, o de Grande Cobertura pelo noticiário sobre a Operação Lava Jato.[3]